# دنیل کومن
دنیل کومن (انگلیسی: Daniel Komen؛ زادهٔ ۱۷ مهٔ ۱۹۷۶) دونده دو استقامت اهل کنیا است.
از افتخارات وی میتوان به کسب مدال طلا دو ۵۰۰۰ متر در مسابقات جهانی دو و میدانی ۱۹۹۷ اشاره کرد.